# Kiścień

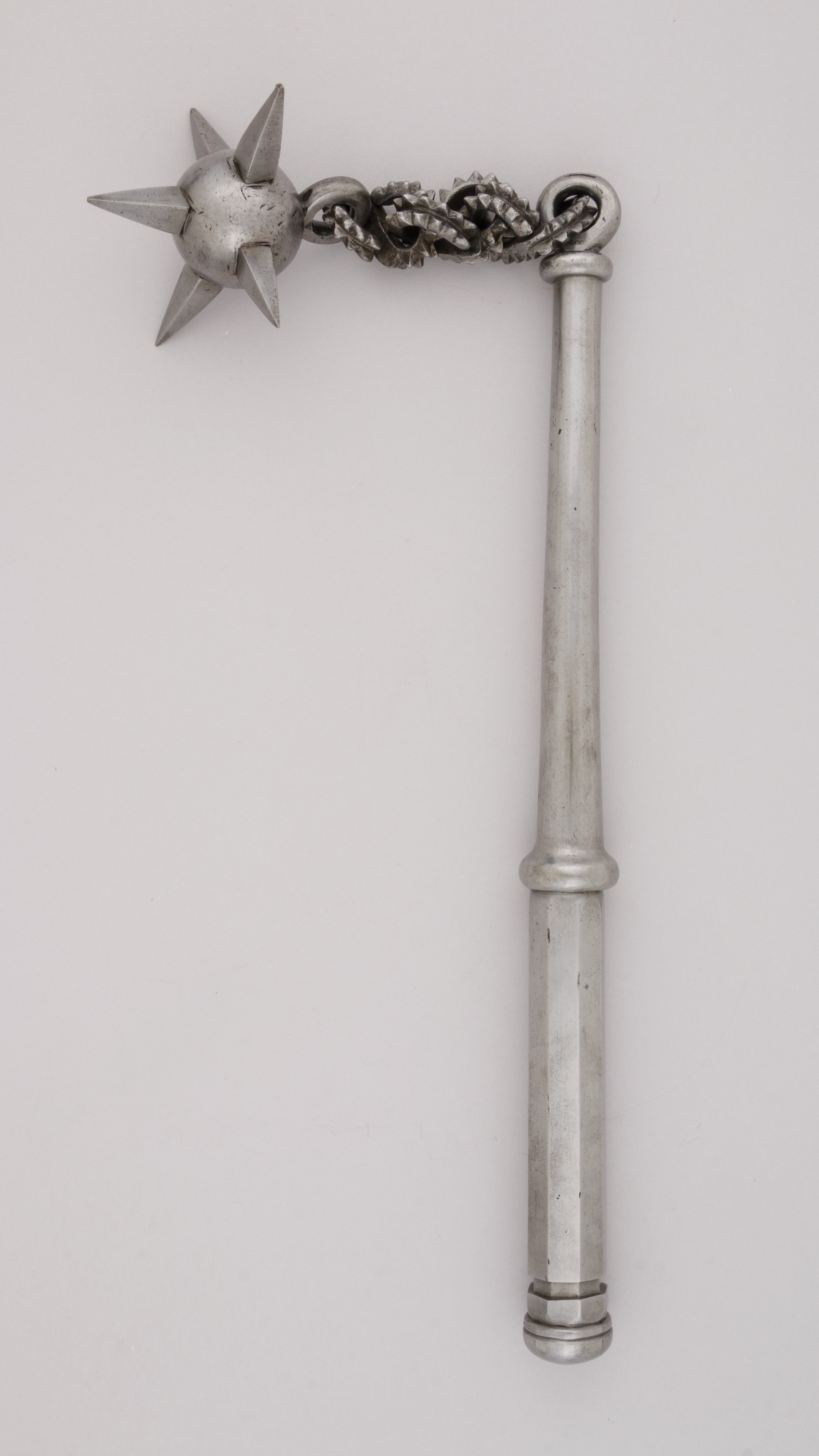
Kiścień

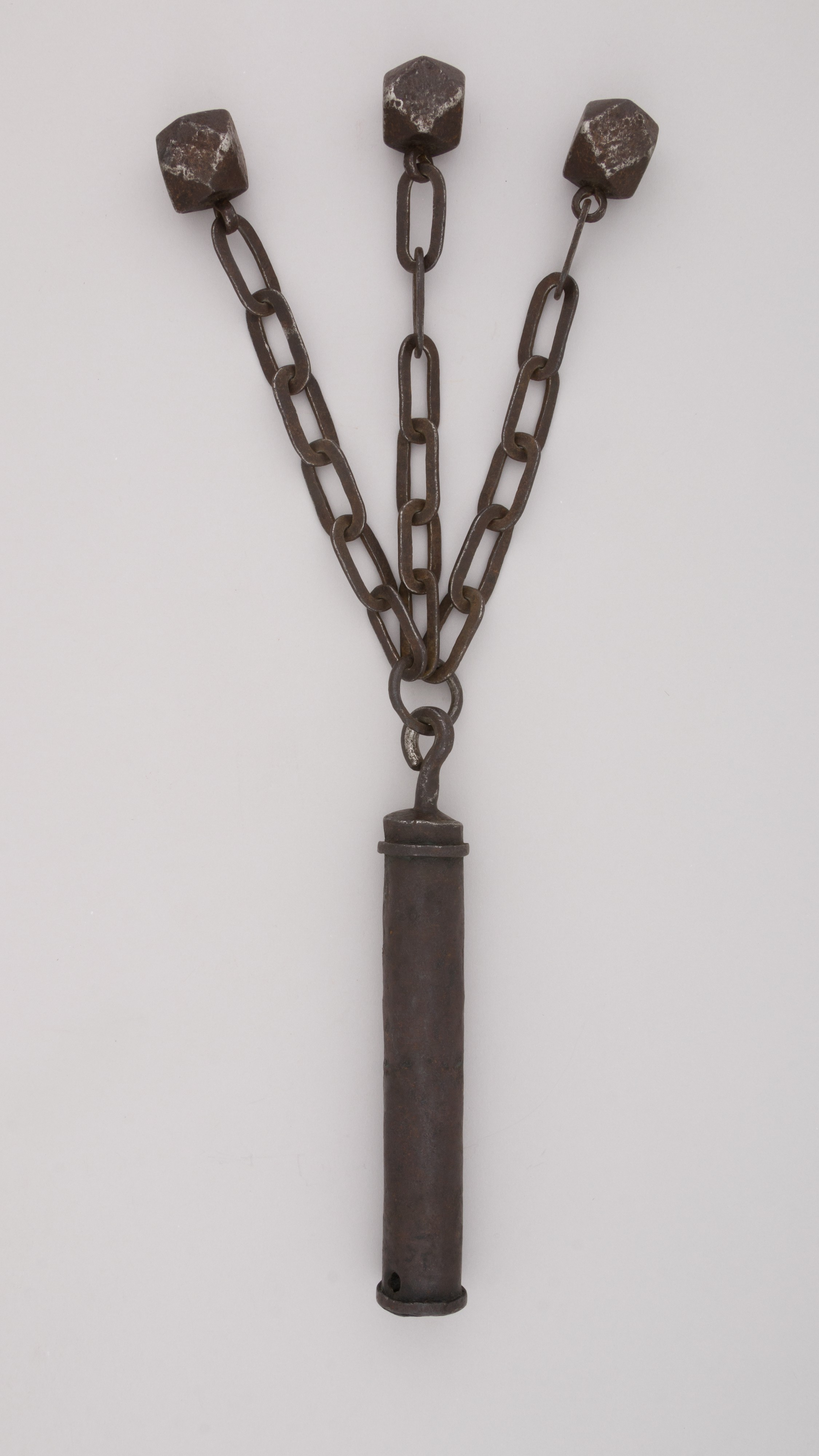
Metalowa nasada na trzonek kiścienia, z trzema bijakami

Kiścień, masłak – rodzaj broni obuchowej miażdżącej używanej w średniowieczu, złożonej z drewnianego trzonka, do którego łańcuchem, sznurem lub rzemieniem mocowano bijak, służący do zadawania ciosów przeciwnikowi. 
Trzonki kiścieni bywały różnej długości, zwykle jednak wynosiła ona około 30–40 cm. Bywały też kiścienie ich pozbawione, w postaci kuli na rzemieniu, który owijano dookoła ręki. Bijak miał zazwyczaj postać stalowej kuli najeżonej kolcami, choć istniały też bijaki gładkie oraz wykonane z innych materiałów (szczególnie wczesne ich wersje): rogu, kości, brązu. Zdarzały się kiścienie o 2 lub nawet 3 bijakach, każdym zawieszonym na własnym łańcuchu.
W średniowiecznej Europie kiścienie pojawiły się najpierw na Rusi (około X wieku), jako broń przejęta od koczowniczych ludów ze wschodu. Od XI wieku używano ich w Europie Zachodniej, okres największej popularności tej broni przypada na wiek XV. Kiścienie używane były zarówno przez konnych, jak i pieszych, choć sposób walki tą bronią wymagający szerokiego rozmachu, wykluczał użycie jej przez piechotę walczącą w szyku zwartym. W innych językach często brak rozróżnienia między kiścieniem a cepem bojowym. W literaturze przedmiotu kiścień bywa niekiedy również nazywany korbaczem; czasem mylnie zwany też morgenszternem – popularną bronią obuchowo-miażdżącą o nieco innej (sztywnej) konstrukcji.
Kiścieniem nazywa się również masłak, broń typową dla czerni ukraińskiej i Tatarów. Składała się z giętkiego drzewca i umocowanej do niego końskiej, krowiej lub baraniej żuchwy.